# كأس آسيا للتهجئة
كأس آسيا للتهجئة هو أكبر مسابقة سنوية للتهجئة في جنوب شرق آسيا، كانت أول مسابقة للكأس في سنغافورة في 2013، والمسابقة الثانية في إندونيسيا في عام 2014،.